# Francois Maurice Allotte de la Füye
François-Maurice Allotte de La Fuÿe (La Rochelle, 6 novembre 1844 – Versailles, 13 febbraio 1939) è stato un militare, archeologo e numismatico francese.

## Biografia
Nacque a La Rochelle il 6 novembre 1844, fratello del generale Georges, cugino dello scrittore Jules Verne e suocero di Marguerite Allotte de La Fuÿe. Entrò all'École polytechnique nel 1863, passando successivamente alla Scuola imperiale d'applicazione d'artiglieria e genio di Metz nel 1865, e diplomandosi quindi all'École pratique des hautes études.
Divenuto capitano nel 1870, nello stesso anno prese parte alla guerra franco-prussiana. Fu promosso maggiore nel 1885. Tra il 1886 e il 1887 diresse la costruzione di una caserma di cavalleria a Tébessa, in Algeria, e durante il periodo lì trascorso compì studi accurati sui mosaici di Oued-Athémenia, compilando anche un album fotografico comprendente la locale basilica.
Nel 1890 fu nominato comandante della Scuola del genio militare di Grenoble. Promosso tenente colonnello, divenne comandante del genio militare a Rennes nel corso del 1894, assumendo poi la direzione del genio militare a Nantes nel 1897. Elevato nel 1899 al rango di colonnello, assunse l'incarico di direttore del genio militare a Versailles nel 1901.
Dal 1897 al 1904 prese parte ai lavori della missione archeologica francese in Persia, collaborando con riviste archeologiche e numismatiche come la Revue d'Assyriologie, la Revue numismatique, i Recueil des travaux relatifs à l'égyptologie e il Journal asiatique. Tra il 1908 e il 1911 diede alle stampe i primi due fascicoli dei Documents présargoniques, la cui pubblicazione proseguì fino al 1920.
I suoi studi sulla numismatica dell'Elymaïde e della Sogdiana (1910), e sull'alfabeto armeno-sogdiano (1921) gli valsero l'assegnazione di due lauree da parte dell'Institut de France.
Divenne membro corrispondente dell'Académie des inscriptions et belles-lettres nel 1914,  membro della Société asiatique e presidente della Société française de numismatique.
È noto per essere stato anche un collezionista di numismatica e di antichità assire.
Si spense a Versailles il 13 febbraio 1939, poco prima dello scoppio della seconda guerra mondiale.

## Pubblicazioni
- Les mosaïques de Tébessa. Mosaïque de l'Oued–Athmenia, 1888
- Le Trésor de Sainte–Blandine, 1891
- Mémoire sur l'emploi des appareils photographiques pour les observations à grande et à petite distance, 1892 (Lire en ligne)
- La dynastie des Kamnaskirès, 1902
- Nouveau classement des monnaies arsacides d'après le catalogue du British Museum, 1904
- Monnaies arsacides surfrappées, 1904
- Monnaies de l'Élymäide, 1904
- Monnaies de l'Élymaïde, 1905
- Monnaies arsacides de la collection Petrowicz, 1905
- Numismatique de la Perside, 1906
- Étude sur la numismatique de la Perside, 1906
- Un document de comptabilité de l'époque d'Ouroukagina, roi de Lagach, 1906
- Les sceaux de Lougalanda, patési de Lagash (Sirpourla) et de sa femme Barnamtarra, 1907
- Observations sur la numismatique de la Perside, 1907
- Documents présargoniques, 1908-1920
- En-Gil-Sa, patési de Lagaš, 1909
- Mesures de capacité dans les textes archaïques de Telloh, 1909
- Le gour saggal et ses subdivisions : d'après les documents présargoniques de Lagǎs, 1909
- En-e-tar-zi patési de Lagaš, 1909
- Les monnaies incertaines de la Sogdiane et des contrées voisines, 1910
- Correspondance sumérologique, 1913
- Une Monnaie incertaine au nom d'Artavasde, 1914
- Le mystère de talismans musulmans, 1915
- Un dirham talismanique musulman, 1915
- Un cadastre de Djokha, 1915
- Un cadastre de Djokha, 1915
- Mesures agraires et formules d'arpentage à l'époque présargonique, 1915
- Les monnaies de l'Élymaïde. Modifications au classement proposé en 1907, 1919
- Compte de gestion d'un Entrepôt de Matériaux à Tummaal, 1919
- L'iconographie de Moïse sur quelques médailles modernes à légendes hébraïques, 1919
- Le sceau d'Ur-é-innanna sur un tronc de cône étiquette : étude comparative des sceaux de cette époque, 1920
- Les Us-Ku dans les textes archaïques de Lagas, 1921
- Alphabet araméen-sogdien ?, 1921
- La coupe magique de Hit sur l'Euphrate décorée d'écritures manichéennes et d'exorcismes surprenants, 1924
- Une coupe magique en écriture manichéenne, 1924
- Jacques de Morgan, 1924
- Fragments de vase avec inscription provenant de Téhéran, 1925
- Monnaie inédite de Xerxès roi d'Arsamosate provenant des fouilles de Suse, 1927
- Imitations de la drachme de Varahran V frappée à Merv, 1927
- Une monnaie musulmane d'un type inédit trouvée à Suse, 1928
- Mission en Susiane, 1928
- Numismatique t.XX, Mission archéologique de Perse, 1928
- Deux inscriptions inédites d'Oumma relatives à la navigation : Le sens du mot KAR dans les comptes-rendus de Larsa, 1928
- Le pentagramme pythagoricien. Sa diffusion, son emploi dans la syllabaire cunéiforme, 1934
- Archéologie, métrologie et numismatique susiennes, 1934
- Le pentagramme pythagoricien : Sa diffusion, son emploi dans le syllabaire cunéiforme, 1934
- Inventaire des monnaies trouvées à Suse, Mission archéologique de Perse, campagnes de fouilles 1925, 1926, 1927, 1928, t. XX et t. XXV, 1935